# Camera del popolo (Afghanistan)
La Camera del popolo o Wolesi Jirga (ولسي جرګه in pashtu), abbreviato WJ, è stata la camera bassa del parlamento bicamerale dell'Afghanistan, l'Assemblea nazionale, insieme alla Camera degli Anziani. 
Si componeva di 249 membri eletti direttamente con il voto singolo non trasferibile. I membri venivano eletti in un distretto e svolgevano la funzione per cinque anni. La costituzione garantiva un minimo di 64 membri di genere femminile. I nomadi Kuchi eleggevano 10 rappresentanti.
Dal 15 agosto 2021 e la presa di Kabul da parte dei talebani, le attività parlamentari sono state sospese a tempo indeterminato. Entrambe le camere dell'Assemblea Nazionale sono state ufficialmente soppresse nel maggio 2022 dal nuovo governo talebano.